# Ante Čović (calciatore croato)
Ante Čović (Berlino, 31 agosto 1975) è un allenatore di calcio ed ex calciatore croato con cittadinanza tedesca, di ruolo centrocampista, allenatore del Hertha Berlino U-17.

## Biografia
È il padre di Maurice Čović, anch'egli calciatore.

## Carriera

### Club
Tolte le giovanili, in cui tra il 1988 e il 1994 ha militato nell'Hajduk Spalato, ha trascorso tutta la carriera in Germania, giocando diverse partite in Bundesliga; con l'Herta Berlino (tra il 2003 e il 2010 ha militato nella squadra B del club berlinese), squadra della sua città Natale, ha anche disputato 2 partite in Champions League nel 2000.

### Nazionale
Nato in Germania, ha rappresentato la Nazionale delle sue origini, ovvero la Croazia, senza però mai arrivare in Nazionale maggiore in quanto ha giocato solo nelle selezioni giovanili croate dall'Under-17 all'Under-21.